# De Roost
De Roost is een moerasachtig natuurgebied gelegen in de vallei van de Grote Laak te Veerle, provincie Antwerpen. Het heeft een oppervlakte van 13 ha en wordt beheerd door de VZW Natuurpunt.
Het moerasgebied is gelegen langs de Grote Laak, een van de sterkst vervuilde rivieren van Vlaanderen. Een optimaal natuurbeleid voeren in dit natuurgebied brengt dus enkele complicaties met zich mee. De aanvoer van kwelwater rijk aan mineralen van een nabijgelegen heuvel (Wijngaardbos) heeft dan weer een positieve invloed op het natuurgebied. Er groeit veel dotterbloem, bosbies, pinksterbloem, veldrus, hennegras en verschillende soorten zegge. Op enkele plaatsen kan men waterviolier terugvinden. Deze plant geldt als kwelwaterindicator. Verder ondersteunt het moerasgebied enkele vogelsoorten, zoals fuut, torenvalk, sijs, wielewaal, ijsvogel, wintertaling, bosuil en bosrietzanger. Verder kan men in de weilanden van het natuurgebied meerdere soorten dagvlinders opmerken, onder andere oranjetipjes die aangetrokken worden door de pinksterbloemen.
Wandelen in dit natuurgebied is toegelaten. Gezien het een moerasgebied betreft kunnen de paden heel modderig zijn.